# Fosfoinosítido

Estructura química del fosfatidilinositol 4,5-bifosfato.

Un fosfoinosítido, fosfatidilinositol o simplemente inosítido es un fosfolípido resultante de la unión de un ácido fosfatídico a uno o más inositoles, modificados a su vez con uno o más grupos fosfato. Poseen especial relevancia en biología celular puesto que actúan como segundos mensajeros en la transducción de señal de las células.
Los fosfoinosítidos más importantes son los del grupo fosfatidilinositol bisfosfato. Cuando determinados ligandos se unen a receptores de la membrana, el fosfatidilinositol 4,5-bisfosfato es escindido por una fosfatidasa en inositol 1,4,5-trisfosfato que provoca la liberación de Ca2+, y 1,2-diacilglicerol que activa la proteína quinasa C.